# Loboederus appendiculatus
Loboederus appendiculatus – gatunek chrząszcza z rodziny sprężykowatych z podplemienia Dicrepidiina.
Owad osiąga długość 15-20 mm.
Czoło tego chrząszcza jest łódkowate, o długości mniejszej od szerokości, wklęsłe pośrodkowo od strony przedniej. Ma ono wydatny przedni brzeg oraz szorstką i gęstą punktuację. Czułki cechują się nieznacznym ząbkowaniem, zbudowane są z 11 segmentów. Ich podstawa jest węższa od oka. 2. segment ma kształt kulisty, kolejny zaś jest trójkątny, równie długi, jak 4. Segmenty od 5. do 11. mogą, ale nie muszą mieć gładkiego, podłużnego paska. Ostatni z segmentów ma kształt eliptyczny. Warga górna kształtu przywodzącego częściowo na myśl elipsę, porośnięta setami. Żuwaczki są wąskie, penicillius zaś krótki, złożony z krótkich szczecinek.
Edeagus samca jest wydłużony, ale jego część podstawna jest krótsza, niż boczne, niełączące się z sobą po stronie brzusznej. Płat pośrodkowy, dużo dłuższy od paramerów, zwęża się w części środkowej. Pokładełko samicy ma stylus, torebka kopulacyjna nie posiada kolców.
Ostrogi na goleniach są długie. Występują 2-3 tarsomery lamelarne.
Występowanie tego chrząszcza wielożernego ogranicza się do Brazylii.